# Gabriele Frigato
Gabriele Frigato (Rovigo, 26 febbraio 1960) è un politico italiano.

## Biografia
Ragioniere, funzionario di banca. Cresce e si forma nell'associazionismo cattolico del polesine. Negli ann '80 è eletto, come indipendente nelle liste della Democrazia Cristiana al Consiglio municipale di Rovigo. È stato consigliere ed assessore comunale. Nel 1985 è il primo presidente della Pallamano Tassina Rovigo. Segretario provinciale della DC di Rovigo nel 1992, vicino all'ex ministro Antonio Bisaglia, morto nel 1984, e il cui fratello morì misteriosamente nel 1992.
Aderisce al PPI, assumendo la responsabilità di Segretario regionale del Partito Popolare in Veneto. È eletto deputato alla Camera nel 1996, nel collegio di Rovigo per l'Ulivo, divenendo componente la commissione finanze. Riconfermato nel 2001 nel proporzionale Veneto per la lista de La Margherita. Ancora eletto nel 2006, è segretario della Commissione parlamentare per le questioni regionali. Ha aderito al Partito Democratico.
Alle politiche del 2008 si candida nel PD, ma non viene rieletto.
Dal luglio 2008 al 2010 è stato segretario provinciale del Partito Demobratico di Rovigo. Alle europee del 2009 è stato candidato per il PD nel collegio Nord orientale senza risultare eletto.

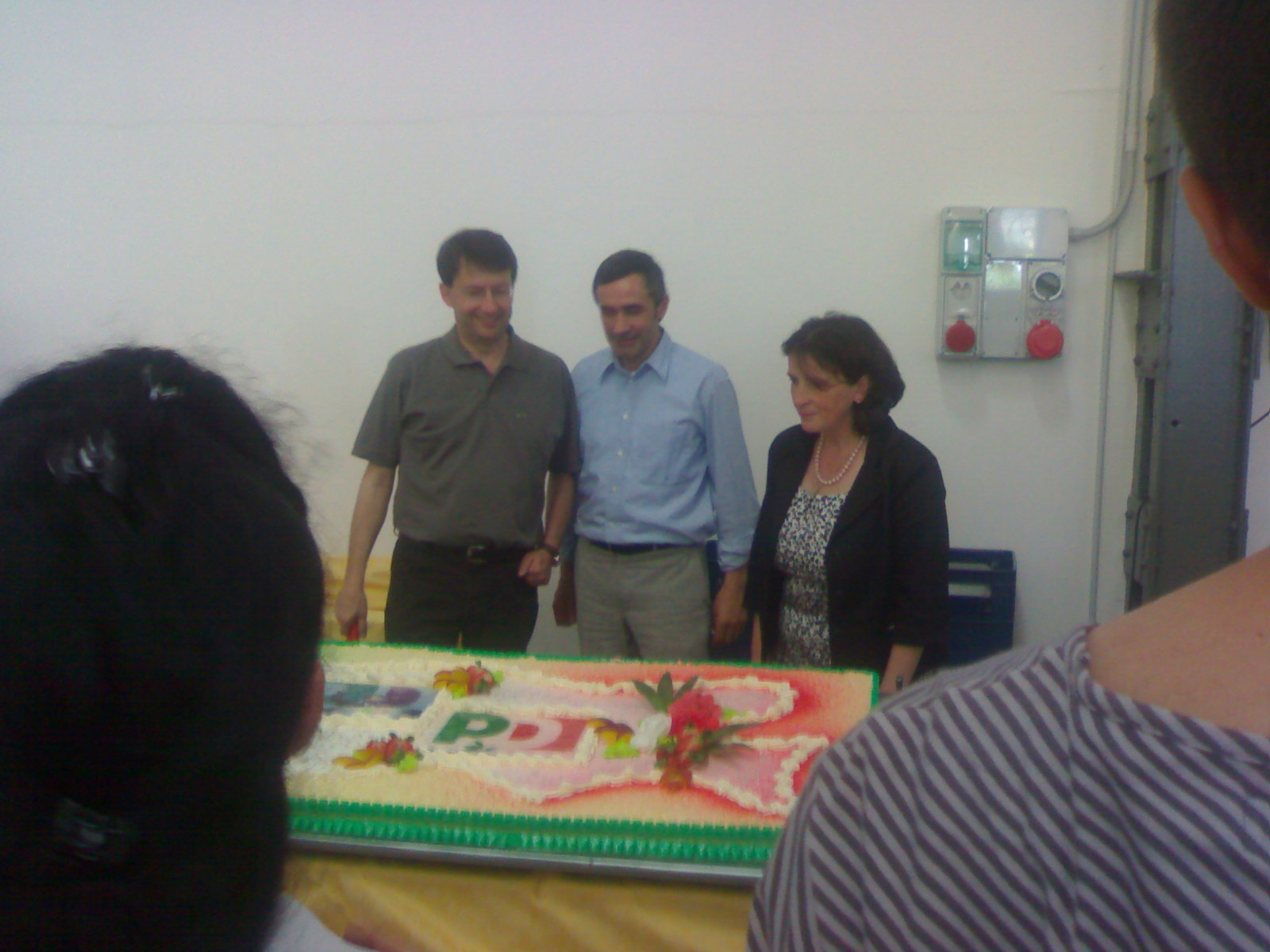
Gabriele Frigato con Dario Franceschini e la Presidente della provincia di Rovigo Tiziana Michela Virgili durante la campagna elettorale del 2009 al Censer di Rovigo

## Vicende giudiziarie
È stato coinvolto nel suicidio dell'ex segretario politico della Dc di Rovigo, Gino Mazzolaio, avvenuto nel 1993, arrestato poco prima della morte per una vicenda di tangenti sulla sanità, che vide coinvolto anche Frigato, che fu comunque prosciolto. Nel 2004 sul caso la procura veneta ha riaperto l'indagine.